# Epimimastis catopta
Epimimastis catopta är en fjärilsart som beskrevs av Edward Meyrick 1919. Epimimastis catopta ingår i släktet Epimimastis och familjen stävmalar. Inga underarter finns listade i Catalogue of Life.